# 1 + 2 + 4 + 8 + ⋯

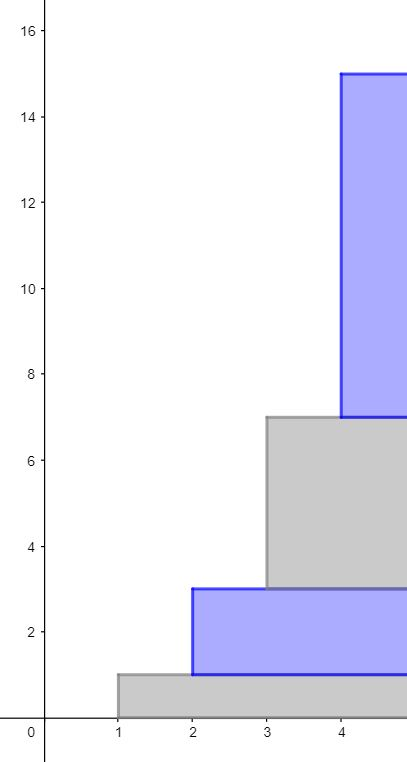
représentation partiel de la somme jusqu'à 4

En mathématiques, 1 + 2 + 4 + 8 + 16 + ⋯ est la série infinie dont les termes sont les puissances successives de 2. Comme une série géométrique, elle se caractérise par son premier terme, 1, et sa raison, 2. Comme une série de nombres réels, elle diverge vers l'infini, donc dans le sens usuel, elle n'a pas de somme. Dans un sens beaucoup plus large, la série est associée à une autre valeur en dehors de ∞, à savoir –1.

## Sommation
Les sommes partielles de 1 + 2 + 4 + 8 + ⋯ sont 1, 3, 7, 15, …. Puisque celles-ci divergent à l'infini, la série diverge aussi vers l'infini. Par conséquent, toute méthode de sommation totalement régulière donne une somme infinie, y compris la sommation de Cesàro et la sommation d'Abel. D'autre part, il existe au moins une méthode généralement utile qui donne à la somme 1 + 2 + 4 + 8 + ⋯ la valeur finie –1. La série entière associée
{\displaystyle f(x)=1+2x+4x^{2}+8x^{3}+\cdots +2^{n}{}x^{n}+\cdots ={\frac {1}{1-2x}}}
a un rayon de convergence en 0 de seulement 1/2, si bien qu'elle ne converge pas en x = 1. Cependant, son prolongement analytique est défini au point 1, où il vaut {\displaystyle {\frac {1}{1-2}}=-1}.
Une approche presque identique (celle prise par Euler lui-même,,,) consiste à considérer la série entière dont les coefficients sont tous 1, c'est-à-dire
{\displaystyle 1+y+y^{2}+y^{3}+\cdots ={\frac {1}{1-y}}}
et appliquer y = 2. Bien sûr, ces deux séries sont liées par la substitution y = 2x.
D'autre part, cette série possède d'autres qualités souhaitables pour une méthode de sommation, y compris la stabilité et la linéarité. Ces deux derniers axiomes font que la somme vaut –1, puisqu'ils rendent valide la manipulation suivante :
{\displaystyle {\begin{array}{rcl}s&=&\displaystyle 1+2+4+8+16+\cdots \\&=&\displaystyle 1+2(1+2+4+8+\cdots )\\&=&\displaystyle 1+2s\end{array}}}
dans un sens, s = ∞ est la solution de l'équation s = 1 + 2s. (Par exemple, ∞ est l'un des deux points fixes de la transformation de Möbius z ↦ 1 + 2z sur la sphère de Riemann.) Si l'on sait qu'une certaine méthode de sommation renvoie un nombre ordinaire pour s, c'est-à-dire non ∞, alors il est facilement déterminé. Dans ce cas, s peut être soustrait des deux côtés de l'équation, ce qui donne 0 = 1 + s, soit s = –1.
La manipulation ci-dessus pourrait être appelée à produire –1 en dehors du contexte d'une procédure de sommation suffisamment puissante. Pour les concepts de somme les plus connus et les plus simples, y compris le convergent fondamental, il est absurde qu'une série de termes positifs puissent avoir une valeur négative. Un phénomène similaire se produit avec les séries géométriques divergentes 1 − 1 + 1 − 1 + ⋯, où une série d'entiers semble avoir la somme non entière 1/2. Ces exemples illustrent le danger d'appliquer des arguments semblables à un développement décimal périodique comme 0,111… ou plus notoirement 0,999…. Les arguments sont finalement justifiés pour ces séries convergentes, ce qui implique que 0,111… = 1/9 et 0,999… = 1, Mais les preuves sous-jacentes exigent une réflexion approfondie sur l'interprétation des sommes d'une suite infinie.
Il est également possible de considérer cette série comme convergente dans un système numérique différent des nombres réels, à savoir les nombres 2-adiques. En tant que série de nombres 2-adiques, cette série converge vers la même somme, –1, que celle démontrée ci-dessus par prolongement analytique.